# Seznam památných stromů v okrese Nový Jičín
Toto je seznam památných stromů v okrese Nový Jičín, v němž jsou uvedeny památné stromy na území okresu Nový Jičín.
| Název                                 | Obrázek | Umístění                                                   | Druh                                   | Obvod [v cm] | Kód wikidata     | Galerie                                                   | Poznámka |
| ------------------------------------- | ------- | ---------------------------------------------------------- | -------------------------------------- | ------------ | ---------------- | --------------------------------------------------------- | --- |
| Bartošovický platan                   |         | Bartošovice 49°40′18″ s. š., 18°3′1″ v. d.                 | platan javorolistý                     | 700          | 100331 Q26784303 |                                                           | V zámeckém parku u severní stěny; dovezen z Anglie a vysazen v r. 1834 Josefem Meinertem na památku Josefíny Pachtové                                                                                 |
| Řešetlák u Odry                       |         | Bartošovice 49°41′14″ s. š., 18°1′48″ v. d.                | řešetlák počistivý                     | 100          | 100298 Q26784213 |                                                           | V okraji porostu na pravém břehu Odry cca 100 m severně od Dolního Bartošovického rybníka; pětikmen                                                                                                   |
| Dub u Horákova obrázku                |         | Bernartice nad Odrou 49°36′44″ s. š., 17°56′16″ v. d.      | dub letní                              | 650          | 100306 Q26784235 |                                                           | Na východním okraji lesního komplexu "Malý les" |
| Tis v Bílovci                         |         | Bílovec-město 49°45′51″ s. š., 18°1′3″ v. d.               | tis červený                            | 292          | 100278 Q26784173 | Kategorie „Tis v Bílovci“ na Wikimedia Commons            | V Bílovci u parkoviště před nemocnicí |
| Buk u SPŠE                            |         | Frenštát pod Radhoštěm 49°32′36″ s. š., 18°12′28″ v. d.    | buk lesní červenolistý                 | 240          | 105228 Q26789738 |                                                           | V parku "Osvobození" před SPŠE |
| Dub u Dlouhého potoka                 |         | Frenštát pod Radhoštěm 49°32′46″ s. š., 18°13′54″ v. d.    | dub letní                              | 360          | 105227 Q26789737 |                                                           | V okrajové části města, v rohu louky hraničící s místní komunikací a potokem |
| Frenštátská lípa                      |         | Frenštát pod Radhoštěm 49°33′6″ s. š., 18°12′12″ v. d.     | lípa velkolistá                        | 468          | 100329 Q26784295 |                                                           | V Dolní ulici, v blízkosti výrobní haly bývalé továrny |
| Frenštátská vrba †                    |         | Frenštát pod Radhoštěm                                     | vrba                                   | 552          | 105149           |                                                           | V blízkosti Tichavského mostu cca 20 m od potoka Lomná na jeho levém břehu |
| Frenštátský topol †                   |         | Frenštát pod Radhoštěm 49°32′55″ s. š., 18°12′54″ v. d.    | topol černý                            | 583          | 100330 Q26784300 |                                                           | V ulici Podříčí, naproti domu čp. 49 u Tichavského mostu (v roce 2004 došlo k seřezání stromu na torzo a ochrana topolu byla v dubnu 2017 zrušena)                                                    |
| Frenštátský zmarličník                |         | Frenštát pod Radhoštěm 49°32′48″ s. š., 18°12′36″ v. d.    | zmarličník japonský                    | 235          | 104845 Q26789486 |                                                           | vitroblokový prostor mezi panelovými domy ve Frenštátu pod Radhoštěm |
| Klen na Kopané                        |         | Frenštát pod Radhoštěm 49°31′27″ s. š., 18°13′19″ v. d.    | javor klen                             | 308          | 100326 Q26784290 |                                                           | v části Kopaná u rekreační chalupy č. 547, usedlost na samotě |
| Lípa na Záhuní                        |         | Frenštát pod Radhoštěm 49°32′44″ s. š., 18°12′37″ v. d.    | lípa srdčitá                           | 370          | 100276 Q26784168 |                                                           | Na travnatém pruhu mezi chodníkem a silnicí směrem Kopřivnice-Příbor, lokalita Na Záhuní |
| Lípa u Cochlarů                       |         | Frenštát pod Radhoštěm 49°32′15″ s. š., 18°14′35″ v. d.    | lípa srdčitá                           | 365          | 100290 Q26784198 |                                                           | v lokalitě "Planiska"; u Cochlarů |
| Lípa U Lipky                          |         | Frenštát pod Radhoštěm 49°32′14″ s. š., 18°11′53″ v. d.    | lípa malolistá                         | 440          | 100328 Q26784293 |                                                           | Na okraji lesa na úpatí kopce Horečky, cca 500 m od skokanských můstků a lanovky |
| Lípa u polikliniky                    |         | Frenštát pod Radhoštěm 49°32′47″ s. š., 18°12′47″ v. d.    | lípa srdčitá                           | 300          | 100291 Q26784200 |                                                           | Na vyvýšeném travnatém ostrůvku u polikliniky, mezi ulicemi Rožnovská a Dr. Mir.Tyrše |
| Lípa za Tobolářem                     |         | Frenštát pod Radhoštěm 49°31′58″ s. š., 18°14′8″ v. d.     | lípa malolistá                         | 395          | 100277 Q26784172 |                                                           | Okraj zahrádkářské kolonie za bývalou pilou, lokalita "Za Tobolářem" |
| Dub v zahradě u vily Retexu           |         | Fulnek 49°42′47″ s. š., 17°53′44″ v. d.                    | dub letní                              | 450          | 100281 Q26784178 |                                                           | V zahradě vily Retex |
| Lípa pod Kapucínským kopcem †         |         | Fulnek                                                     | lípa malolistá                         | 452          | 104401           |                                                           | neuvedena |
| Lípa u Husího potoka †                |         | Fulnek                                                     | lípa malolistá                         | 375          | 105147           |                                                           | Mezi Říční ulicí a Husím potokem |
| Lípy u Kapucínského kláštera          |         | Fulnek 49°42′55″ s. š., 17°54′13″ v. d.                    | lípa malolistá (1) lípa velkolistá (1) | 0            | 100282 Q26779712 |                                                           | před schodištěm ke Kapucínskému klášteru |
| Zámecký jinan                         |         | Fulnek 49°42′37″ s. š., 17°54′22″ v. d.                    | jinan dvoulaločný                      | 178          | 100325 Q26784287 |                                                           | V zámeckém parku u severní stěny |
| Heřmanická lípa                       |         | Heřmanice u Oder                                           | lípa velkolistá                        | 564          | 100320 Q26784275 |                                                           | Na pastvině v blízkosti kravína v jihovýchodní části obce |
| Dub u brodu                           |         | Heřmánky nad Odrou                                         | dub letní                              | 426          | 100295 Q26784204 |                                                           | Na pravém břehu Odry u účelové komunikace a brodu přes řeku |
| Tomčíkův tis                          |         | Heřmánky nad Odrou 49°42′24″ s. š., 17°46′5″ v. d.         | tis červený                            | 250          | 100344 Q26784344 |                                                           | V zahradě u domu čp. 256 (bývalé fojtství) u křižovatky na Heřmanice |
| Lípa u Fojtova léska                  |         | Hodslavice 49°32′18″ s. š., 18°1′2″ v. d.                  | lípa srdčitá                           | 525          | 100324 Q26784284 |                                                           | Na okraji Fojtova léska |
| Hrubá jedle †                         |         | Hostašovice                                                | jedle bělokorá                         | 283          | 105148 Q74844127 |                                                           | již neexistuje |
| Pavlíkův dub                          |         | Jakubčovice nad Odrou 49°41′40″ s. š., 17°47′19″ v. d.     | dub letní (1) lípa srdčitá (1)         | 0            | 100293 Q26779716 |                                                           | V zahradě statku čp. 31, poblíž návsi; 20.8.2007 po zásahu bleskem odlomena část koruny, torzo kmene v zájmu bezpečnosti skáceno; zrušovací rozhodnutí nedoručeno. Ochrana lípy zrušena v únoru 2023. |
| Horákova lípa                         |         | Janovice u Nového Jičína 49°33′33″ s. š., 17°57′2″ v. d.   | lípa srdčitá                           | 550          | 100343 Q26784340 |                                                           | Za humny u vepřína před domem čp. 45 |
| Lípa u pohostinství †                 |         | Jerlochovice                                               | lípa velkolistá                        | 506          | 104400           |                                                           | neuvedena |
| Lípy u dřevěného kříže                |         | Jerlochovice 49°42′42″ s. š., 17°53′11″ v. d.              | lípa velkolistá (2)                    | 0            | 100279 Q26779708 |                                                           | U hlavní silnice směrem na Vlkovice u kříže v blízkosti parku |
| Dub v Jeseníku                        |         | Jeseník nad Odrou 49°36′52″ s. š., 17°54′22″ v. d.         | dub letní                              | 450          | 100305 Q26784232 |                                                           | V obci bezprostředně vedle hřiště |
| Lípy u hřbitova                       |         | Jestřabí u Fulneku 49°41′6″ s. š., 17°52′44″ v. d.         | lípa malolistá (1) lípa velkolistá (1) | 0            | 100280 Q26779711 |                                                           | Kolem vstupu na hřbitov |
| Topol u Odry                          |         | Jistebník 49°44′49″ s. š., 18°10′14″ v. d.                 | topol černý                            | 510          | 100297 Q26784210 |                                                           | Na louce mezi Odrou a rybníkem Oderská Kukla (levý břeh Odry – naproti ústí Lubiny) |
| Javor v Kamence                       |         | Kamenka 49°44′43″ s. š., 17°47′17″ v. d.                   | javor klen                             | 333          | 100341 Q26784336 |                                                           | solitér v polích SZ od obce směrem k Vítkovu |
| Tis v Kamence                         |         | Kamenka 49°44′5″ s. š., 17°47′50″ v. d.                    | tis červený                            | 208          | 100342 Q26784338 |                                                           | v zahradě u domu čp. 46 |
| Lípa velkolistá                       |         | Kateřinice 49°40′9″ s. š., 18°11′13″ v. d.                 | lípa velkolistá                        | 538          | 100340 Q26784332 |                                                           | Ve směru od Příboru na konci obce u čp. 8 a čp. 9 |
| Lípy u Hýlovského památníku           |         | Klimkovice 49°47′34″ s. š., 18°7′ v. d.                    | lípa velkolistá (1) lípa srdčitá (2)   | 0            | 100285 Q26779729 |                                                           | U silnice Klimkovice-Hýlov, u Hýlovského památníku |
| Podchmelnický buk                     |         | Klimkovice                                                 | buk lesní                              | 433          | 100283 Q26784182 |                                                           | U potoka Rakovce, v blízkosti lokality Pod Chmelníkem, z Klimkovic směrem na Vřesinu |
| Lípy u kaple                          |         | Klokočůvek 49°43′22″ s. š., 17°44′51″ v. d.                | lípa velkolistá (4) lípa srdčitá (2)   | 0            | 100294 Q26779714 |                                                           | Kolem kaple sv. Antonína Paduánského v centru vesnice Klokočůvek |
| Babyka u Kojetína                     |         | Kojetín u Starého Jičína 49°34′10″ s. š., 17°59′54″ v. d.  | javor babyka                           | 285          | 100321 Q26784278 |                                                           | Na louce nad silnicí Kojetín-Nový Jičín, na okraji remízu |
| Stará lípa v Kojetíně u naučné stezky |         | Kojetín u Starého Jičína 49°33′47″ s. š., 17°58′52″ v. d.  | lípa srdčitá                           | 500          | 100286 Q26784186 |                                                           | Na severním okraji Kojetína |
| Buk Černých myslivců                  |         | Kopřivnice 49°35′0″ s. š., 18°9′50″ v. d.                  | buk lesní                              | 300          | 100309 Q12030205 |                                                           | V lesním porostu v blízkosti Raškova kamene |
| Buk Ondrášův                          |         | Kopřivnice 49°35′3″ s. š., 18°9′46″ v. d.                  | buk lesní                              | 329          | 100310 Q26784243 |                                                           | V lesním porostu v blízkosti Raškova kamene |
| Fojtova lípa                          |         | Kopřivnice 49°35′24″ s. š., 18°8′17″ v. d.                 | lípa srdčitá                           | 398          | 100314 Q26784254 |                                                           | v areálu Fojtství muzeum čp. 1 |
| Husova lípa                           |         | Kopřivnice 49°35′17″ s. š., 18°9′22″ v. d.                 | lípa srdčitá                           | 448          | 100312 Q12020973 | Kategorie „Husova lípa (Kopřivnice)“ na Wikimedia Commons | Na okraji lesa, u lesní cesty vedoucí k Janíkově studánce |
| Ořech Leopolda Víchy                  |         | Kopřivnice 49°35′38″ s. š., 18°8′39″ v. d.                 | ořešák černý                           | 233          | 100313 Q26784250 |                                                           | Před základní školou ve Stramberské ulici |
| Platan Emila Hanzelky                 |         | Kopřivnice 49°35′47″ s. š., 18°8′46″ v. d.                 | platan javorolistý                     | 337          | 100315 Q26784257 |                                                           | v parku technickeho muzea |
| Raškův buk                            |         | Kopřivnice 49°35′4″ s. š., 18°9′47″ v. d.                  | buk lesní                              | 343          | 100311 Q26784248 |                                                           | V lesním porostu v blízkosti Raškova kamene |
| Dub u Kunína                          |         | Kunín 49°38′7″ s. š., 17°59′7″ v. d.                       | dub letní                              | 280          | 100296 Q26784208 | Kategorie „Dub u Kunína“ na Wikimedia Commons             | Za zástavbou rodinných domů cca 100 m vpravo od silnice směr Suchdol nad Odrou; v roce 2000 poškozen bleskem                                                                                          |
| Dub v Kuníně                          |         | Kunín 49°37′57″ s. š., 17°59′16″ v. d.                     | dub letní                              | 540          | 100304 Q26784229 |                                                           | výletiště Kunín, na levé straně od pódia |
| Kunínský jilm †                       |         | Kunín                                                      | jilm vaz                               | 282          | 104398           |                                                           | V areálu školního zemědělského podniku |
| Habr pod Libhošťskou hůrkou †         |         | Libhošť                                                    | habr obecný                            | 0            | 104396           |                                                           | V oploceném vodohospodářském pásmu 1. stupně; na kmeni litinový kříž a obrázek Panny Marie; dvojkmen 263 cm a 288 cm                                                                                  |
| Dub v Kolonce                         |         | Loučky nad Odrou                                           | dub letní                              | 410          | 100318 Q26784270 |                                                           | Na úpatí zalesněného kopce, 50 m od železničního přejezdu v Loučkách |
| Lípa u kostela †                      |         | Mankovice                                                  | lípa srdčitá                           | 400          | 104873           |                                                           | travnatý plocha mezi hřbitovní zdí a silnicí v obci |
| Mankovická lípa                       |         | Mankovice 49°38′10″ s. š., 17°52′34″ v. d.                 | lípa srdčitá                           | 420          | 100319 Q26784272 |                                                           | vedle železniční zastávky |
| Topol U Čurdy †                       |         | Mankovice 49°38′16″ s. š., 17°51′53″ v. d.                 | topol černý                            | 677          | 100292 Q74842609 |                                                           | Na pravém břehu Odry ve fragmentu lužního lesa; v r. 2007 po orkánu Kyril vyvrácen. Ochrana stromu byla zrušena 3. listopadu 2021.                                                                    |
| Dub v zámeckém parku                  |         | Nová Horka 49°41′37″ s. š., 18°4′12″ v. d.                 | dub letní                              | 650          | 100307 Q26784237 |                                                           | V zámeckém parku v Nové Horce, východně od budovy zámku cca 80 m |
| Buk ve Smetanových sadech †           |         | Nový Jičín-Dolní Předměstí                                 | buk lesní                              | 410          | 104399           |                                                           | neuvedena |
| Liliovník v Novém Jičíně              |         | Nový Jičín-Dolní Předměstí 49°35′42″ s. š., 18°0′25″ v. d. | liliovník tulipánokvětý                | 225          | 100322 Q19602344 | Kategorie „Liliovník v Novém Jičíně“ na Wikimedia Commons | V Poděbradově ulici, v zahradě Blumovy vily, GE Capital Bank |
| Novojičínské metasekvoje              |         | Nový Jičín-Dolní Předměstí 49°35′47″ s. š., 18°0′11″ v. d. | metasekvoje tisovcovitá (čínská) (2)   | 0            | 105080 Q19602486 | Kategorie „Novojičínské metasekvoje“ na Wikimedia Commons | v zástavbě bytových domů v Novém Jičíně-Dolním Předměstí u ulice Mendelova |
| Hücklův jedlovec †                    |         | Nový Jičín-Horní Předměstí                                 | jedlovec kanadský                      | 483          | 104649           |                                                           | areál Hücklových vil, na okraji parku ve svahu za vilou Augustin |
| Mendlův buk                           |         | Nový Jičín-Horní Předměstí 49°35′18″ s. š., 18°0′32″ v. d. | buk lesní červenolistý                 | 410          | 100287 Q26784189 |                                                           | U letního kina ve Smetanových sadech |
| Platan na Slovanské                   |         | Nový Jičín-Horní Předměstí 49°35′32″ s. š., 18°0′32″ v. d. | platan javorolistý                     | 420          | 100274 Q26784163 |                                                           | Na dvoře za bytovým domem ve Slovanské ulici č. 6 |
| Liliovník u muzea                     |         | Příbor 49°38′29″ s. š., 18°8′29″ v. d.                     | liliovník tulipánokvětý                | 230          | 100303 Q26784226 |                                                           | Na travnaté ploše za obytnými domy na Lidické ulici |
| Lípa v parku                          |         | Příbor 49°38′32″ s. š., 18°8′31″ v. d.                     | lípa velkolistá                        | 300          | 100302 Q26784222 |                                                           | Po levé straně vjezdu do parku "Sad osvobození" z Lidické ulice |
| Lípy u katolického domu †             |         | Příbor                                                     | lípa velkolistá (2)                    | 0            | 104397           |                                                           | U vjezdu do parku "Sad osvobození" v centru Příboru obvod kmenů: 560 cm, 625 cm |
| Lípy u Mutinova statku                |         | Příbor 49°38′ s. š., 18°6′33″ v. d.                        | lípa velkolistá (3)                    | 0            | 100301 Q26779701 |                                                           | U samoty jihozápadně od Příboru, v blízkosti lesního porostu, jižně od silnice Příbor-Borovec-Libhošť                                                                                                 |
| Duby u křížové cesty                  |         | Rybí 49°35′54″ s. š., 18°4′33″ v. d.                       | dub letní (2)                          | 458, 355     | 106386           |                                                           | Stromy jsou pozůstatkem původní aleje, která byla založena jezuity a vedla podél křížové cesty z Nového Jičína do Štramberku.                                                                         |
| Lípa malolistá Pod Hůrkou             |         | Rybí 49°36′31″ s. š., 18°4′15″ v. d.                       | lípa malolistá                         | 382          | 105736 Q26790281 |                                                           | V selském lesíku ve svahu nad historickým Příborským chodníkem – jednou z větví tzv. jantarové stezky                                                                                                 |
| Lípa v Rybí †                         |         | Rybí 49°35′50″ s. š., 18°3′29″ v. d.                       | lípa malolistá                         | 370          | 100338           |                                                           | u polní cesty na mezi pod Žilinskou hůrkou, nad studánkou |
| Rybské tisy                           |         | Rybí 49°35′38″ s. š., 18°4′10″ v. d.                       | tis červený (2)                        | 0            | 105081 Q26779703 | Kategorie „Rybské tisy“ na Wikimedia Commons              | v zahradě u čp. 2 před stodolou; pozůstatek tzv. "libotínské tisiny" |
| Tis u pěti dcer                       |         | Rybí                                                       | tis červený                            | 171          | 106193 Q73599815 | Kategorie „Tis u pěti dcer“ na Wikimedia Commons          | V horní části zahrady ve svahu u č.p. 36 |
| Tis v Rybí                            |         | Rybí 49°35′38″ s. š., 18°4′4″ v. d.                        | tis červený                            | 160          | 100339 Q26784329 | Kategorie „Tis v Rybí“ na Wikimedia Commons               | v zahradě u domu čp 86 |
| Josefův dub                           |         | Sedlnice 49°39′57″ s. š., 18°6′18″ v. d.                   | dub letní                              | 400          | 105082 Q26789661 |                                                           | u lesní cesty na okraji porostu za obcí |
| Javor v zámeckém parku                |         | Slatina u Bílovce                                          | javor mléč                             | 365          | 104601 Q26789276 |                                                           | V zámeckém parku |
| Lípy u kapličky Cyrila a Metoděje †   |         | Slatina u Bílovce                                          | lípa srdčitá (2)                       | 0            | 106180           |                                                           | Na kraji remízku u kapličky Cyrila a Metoděje. |
| Vlkovická lípa                        |         | Slezské Vlkovice 49°43′19″ s. š., 17°50′55″ v. d.          | lípa malolistá                         | 545          | 100335 Q26784319 |                                                           | na JZ okraji obce za domem čp. 63, poblíž cesty na Vítovku |
| Vlkovický tis                         |         | Slezské Vlkovice 49°43′31″ s. š., 17°50′24″ v. d.          | tis červený                            | 230          | 100334 Q26784315 |                                                           | V areálu pily u hlavní silnice |
| Spálovský klen                        |         | Spálov                                                     | javor klen                             | 420          | 100317 Q26784266 |                                                           | Ve stromořadí u komunikace Spálov-Klokočov |
| Spálovský smrk †                      |         | Spálov                                                     | smrk ztepilý                           | 322          | 105150           |                                                           | neuvedena |
| Lípa porozumění                       |         | Starý Jičín 49°33′30″ s. š., 17°51′20″ v. d.               | lípa malolistá                         | 210          | 106005 Q26790616 |                                                           | U cesty na Hranické Loučky u kříže |
| Lípa svobody                          |         | Starý Jičín 49°34′38″ s. š., 17°57′38″ v. d.               | lípa srdčitá                           | 190          | 100284 Q26784185 |                                                           | Na náměstí u kašny; vysazena v r. 1918 |
| Dub u Odry                            |         | Studénka nad Odrou 49°42′7″ s. š., 18°4′5″ v. d.           | dub letní                              | 465          | 100299 Q26784217 |                                                           | Mezi mlýnským náhonem a Odrou, cca 200 m severně od jezu (na modré turistické značce) |
| Zámecká lípa ve Studénce              |         | Studénka nad Odrou 49°43′35″ s. š., 18°4′27″ v. d.         | lípa velkolistá                        | 480          | 100316 Q26784260 | Kategorie „Zámecká lípa (Studénka)“ na Wikimedia Commons  | Na okraji zámeckého parku |
| Červenolistý buk v Suchdole           |         | Suchdol nad Odrou 49°39′22″ s. š., 17°55′46″ v. d.         | buk lesní červenolistý                 | 480          | 100300 Q26784220 |                                                           | V obci mezi hřbitovem a ulicí Sokolovskou |
| Dub u Lesního mlýna                   |         | Suchdol nad Odrou                                          | dub letní                              | 407          | 106282 Q73601936 |                                                           | Na louce u turistické cesty |
| Dub v Suchdole nad Odrou              |         | Suchdol nad Odrou 49°39′30″ s. š., 17°55′34″ v. d.         | dub letní                              | 460          | 100288 Q26784193 |                                                           | u záhumenní cesty pod farmou Agrosumak, v horní části obce |
| Dub v Suchdole nad Odrou              |         | Suchdol nad Odrou 49°39′39″ s. š., 17°55′20″ v. d.         | dub letní                              | 472          | 104836 Q26789426 |                                                           | mezi polní cestou a zahradou poblíž farmy Agrosumak v horní části obce |
| Javor Adolfa Jaška                    |         | Štramberk 49°34′55″ s. š., 18°6′13″ v. d.                  | javor babyka                           | 235          | 105078 Q26789659 |                                                           | poblíž komunikace v místní části Libotín ve Štramberku |
| Lípa u Panny Marie                    |         | Štramberk 49°35′29″ s. š., 18°7′23″ v. d.                  | lípa srdčitá                           | 247          | 105079 Q26789660 |                                                           | u pomníku Panny Marie v sedle mezi Bílou horou a bývalým povrchovým lomem Horní Kamenárka |
| Fojtíkova lípa                        |         | Tošovice                                                   | lípa velkolistá                        | 570          | 100337 Q26784327 |                                                           | V jihozápadní části obce u vedlejší silnice vedoucí k Fojtíkovu statku; torzo s rozpadlým kmenem |
| Lípa u obrázku †                      |         | Trojanovice 49°32′28″ s. š., 18°11′26″ v. d.               | lípa srdčitá                           | 550          | 100327           |                                                           | V lese u koliby Vlčina, na kmeni i v okolí svaté obrázky, poutní místo |
| Lípa v Karlovicích                    |         | Trojanovice 49°30′51″ s. š., 18°13′34″ v. d.               | lípa srdčitá                           | 390          | 100289 Q26784196 |                                                           | U samoty čp. 131 v Karlovicích |
| Veřovická lípa                        |         | Veřovice 49°32′24″ s. š., 18°7′ v. d.                      | lípa velkolistá                        | 515          | 100336 Q26784323 |                                                           | Ve dvoře u domu čp. 128 |
| Vavrečkova lípa                       |         | Véska u Oder 49°43′22″ s. š., 17°48′37″ v. d.              | lípa velkolistá                        | 400          | 100275 Q26784165 |                                                           | U hřbitovní zdi na travnaté ploše u silnice; vysazena v r. 1808 zásluhou faráře Floriána Wawreczky; součást řadové výsadby lip                                                                        |
| Lípa Kristiána Davida                 |         | Ženklava 49°34′36″ s. š., 18°6′10″ v. d.                   | lípa malolistá                         | 515          | 100333 Q26784312 |                                                           | nad obcí Ženklava poblíž okraje lesa u pastviny |
| Platan v Žilině                       |         | Žilina u Nového Jičína 49°35′18″ s. š., 18°1′23″ v. d.     | platan javorolistý                     | 440          | 100308 Q26784242 |                                                           | V areálu Střední zemědělské školy v ulici U Jezu |
| Tisíciletý tis                        |         | Žilina u Nového Jičína 49°35′27″ s. š., 18°1′21″ v. d.     | tis červený                            | 330          | 100332 Q26784307 |                                                           | V předzahrádce čp. 161 ul. Beskydská |